# صلصة سلطة
التَّابِلِيَّة أو صلصة السلطة هي صلصة للسلطات. تُستخدم التابليَّة في جميع أنواع السلطات الورقية تقريبًا، ويمكن أيضًا استخدامها في صنع سلطة الفاصوليا وسلطات المعكرونة والمقبلات وأشكال سلطة البطاطا المختلفة. يمكن تقطير تابلية فوق السلطة وإضافتها وخلطها مع المكونات أو تقديمها على الجانب أو تقديمها غموسًا، كما هو حال الخامية أو أجنحة الدجاج.